# Smilcena Paleologina
Smilcena (bolgarsko Смилцена, Smilcena) je bila nečakinja bizantinskega cesarja Mihaela VIII. Paleologa in kot žena carja Smileca bolgarska carica, * ni znano, Bizantinsko cesarstvo, † ni znano, Bizantinsko cesarstvo.

## Bolgarska carica
Smilcena je bila hčerka sebastokratorja Konstantina Paleologa, polbrata bizantinskega cesarja Mihaela VIII. Paleologa in njegove žene Irene Komnene Laskarine Branaine. V bolgarskem izročilu jo imenujejo  samo Smilcena (bolgarsko жената на Смилец, Smilecova žena). Njenega osebnega imena ne omenjajo.
Ko je Smilec leta 1292 prišel na bolgarski prestol, se je kot carica preselila iz moževe podeželske rezidence v kraljevo palačo v Trnovo. Ko je Smilec leta 1298 umrl, ga je nasledil njun mladoletni  sin Ivan. V njegovem imenu je kot regentka oblast prevzela Smilcena. 
Ovdovela carica je domnevno porazila moževa brata Radoslava in Vojsila, ki sta pobegnila v Bizantinsko cesarstvo in stopila v bizantinsko službo. Da bi se uprla grožnji pred vpadom mongolskega kneza Čake Nogaja, je sklenila zavezništvo z Aldimirjem, bratom nekdanjega vladarja Jurija I. Terterja, katerega je odstavil njen mož. Aldimir se je bil pripravljen poročiti s Smilcenino hčerko Marino. Dobil  je naslov despot, kar se do takrat v Bolgariji še ni zgodilo, in velike posesti v okolici Krana.
Leta 1299 se je Smilcena poskušala povezati s srbskim kraljem Štefanom Milutinom proti Bizantinskemu cesarstvu, vendar ji to ni uspelo, ker je srbski kralj načrtoval zavezništvo s cesarjem Andronikom II. Paleologom. Svojo hčerko Teodoro je poročila z najstarejšim Milutinovim sinom Štefanom Dečanskim in predlagala, da se sama poroči z Milutinom in mu kot doto prinese Bolgarijo, vendar jo je srbski kralj zavrnil. 
Smilcena ni mogla utrditi svojega položaja. Trnovo je prepustila Čaki Nogaju, ki se je leta 1299 razglasil za bolgarskega carja,  in se s sinom in spremstvom umaknila  na Aldimirjev dvor, kjer je ostala še potem, ko je bolgarski prestol leta 1300 zasedel Aldimirjev nečak Teodor Svetoslav. Aldimir je postal njegov zaveznik in v zameno dobil še več posesti v okolici Krana. Smilcena je na Aldimirjevo prošnjo pobegnila v Konstantinopel, kjer so jo toplo sprejeli na cesarskem dvoru. V politiki je še vedno igrala pomembno vlogo. Leta 1305 se je prišel Aldimir pogajat z Bizantinci proti svojemu nečaku Teodorju  Svetoslavu. V pogajanjih je sodelovala tudi Smilcena, ko se je Aldimir še isto leto podredil novemu carju, pa je  Smilcena izginila iz zgodovinskih zapisov. 

## Družina
Poročena je bila s Smilecom, ki je izhajal iz  "najplemenitejše bolgarske rodbine". Njegova družina je imela ogromne posesti med Staro planino (Balkan) in Srednjo goro. Z njim je imela tri otroke:
- Marino, poročeno z despotom Aldimirjem (umrla 7. aprila 1355)
- Teodoro, poročeno s srbskim kraljem Štefanom Dečanskim
- Ivana,  kasnejšega carja Ivana IV.

## Vir
- Pavlov, Plamen (2006). Българските царици [Bolgarske kraljice] (v bolgarščini). Велико Търново: ДАР-РХ. ISBN 954-9489-04-3.

| Smilcena Paleologina Rodbina PaleologRojen: ? Umrl: ? |                            |                                      |
| Nazivi za člane kraljevske družine                    |                            |                                      |
| Predhodnik: Marija (žena Jurija I.)                   | Bolgarska carica 1292–1298 | Naslednik: Helena (žena Čake Nogaja) |